# Jason Heyward

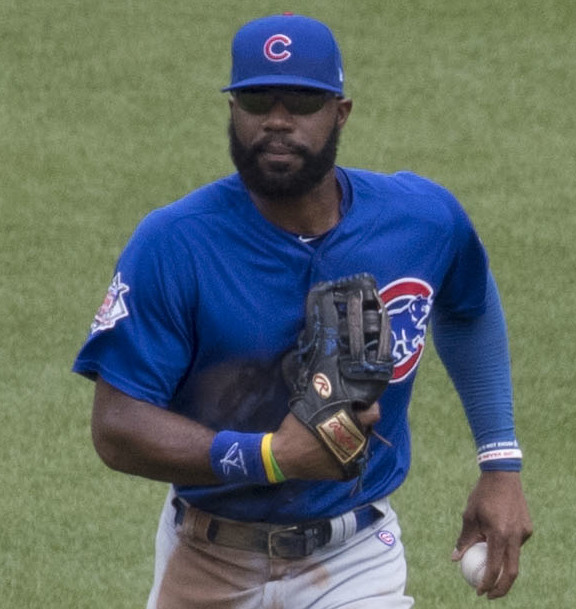
Jason Heyward, 2017.

Jason Alias Heyward, född 9 augusti 1989 i Ridgewood i New Jersey, är en amerikansk professionell basebollspelare som spelar som rightfielder för Houston Astros i Major League Baseball (MLB). Han har tidigare spelat för Los Angeles Dodgers, Atlanta Braves och St. Louis Cardinals.
Heyward blev draftad av Atlanta Braves i 2007 års draft som 14:e spelare totalt.
Han har vunnit en World Series (2016) och fem Gold Glove Award (2012, 2014, 2015, 2016 och 2017).